# 日本アイビーエム中国ソリューション
日本アイビーエム中国ソリューション株式会社（にほんアイビーエムちゅうごくソリューション、IBM Global Services Japan Chugoku Solutions Company Ltd.、IGSCH）は、かつて存在した日本アイ・ビー・エムの子会社である。1999年11月に日本アイ・ビー・エムのアウトソーシング系100%子会社として設立。本社は広島県広島市南区。
2022年7月1日、日本アイ・ビー・エムデジタルサービスと合併。